# Buciara bipartita
Buciara bipartita là một loài bướm đêm trong họ Noctuidae.